# مونيك لاندري
مونيك لاندري (بالفرنسية: Monique Landry)‏ (و. 1937  م) هي سياسية كندية، ولدت في مونتريال.

## مناصب
تولت منصب عضو مجلس العموم الكندي.